# Hepscott
 (juin 2023).
Hepscott est une paroisse civile et un village du Northumberland, en Angleterre.